# Luis Alberto Spinetta
Luis Alberto Spinetta (23. ledna 1950, Buenos Aires, Argentina – 8. února 2012, tamtéž) byl argentinský rockový hudebník, jeden z nejzásadnějších hudebníků tohoto žánru v této zemi. Jeho syn Dante Spinetta je také hudebník.